# Brustasza

Poszetka w brustaszy

Brustasza (niem. Brusttasche, brust „pierś” i tasche „kieszonka”) – mała kieszonka zewnętrzna w marynarce.
Wykorzystywana do noszenia poszetki. Często mylnie wkładany jest doń bukiecik kwiatów, który powinien znajdować się w butonierce.